# Túfna
Túfna je údolí (slovensky dolina) ve středoslovenském pohoří Velká Fatra, v geomorfologickém podcelku Bralná Fatra. Nachází se uprostřed tří orograficky levých větví Harmanecké doliny. Klesá k jihu směrem od hřebene, který spojuje vrcholy Krásny kopec (1237 m) a Črchľa (1207 m). Jeho orograficky pravé svahy tvoří jižní úbočí jednoho z bezejmenných vrcholů Krásného kopce, zatímco levé svahy vytváří jihozápadní úbočí vrcholu Črchľa. Dnem údolí, jež se celé nachází v Národním parku Velká Fatra, protéká stejnojmenný potok, který je přítokem potoka Harmanec.
Údolí Túfna tvoří vápencové skály. Jeho svahy zcela pokrývá les, je zde však mnoho skalisek a skalních výchozů. Jsou zde dobře rozvinuté krasové jevy, zejména řada jeskyní. Největší z nich jsou jeskyně Horná Túfna a Dolná Túfna. V divokém a neobydleném údolí žije řada živočišných druhů včetně medvědů hnědých.

## Turistické informace
Údolím vede zeleně značená turistická trasa č. 5435 z obce Dolný Harmanec přes Horný Harmanec a Túfnu na rozcestí Krásny kopec, kde se napojuje na červeně značenou  Cestu hrdinů SNP.
 Dolný Harmanec – Horný Harmanec – Veľký tunel – Túfna – Krásny kopec, rázcestie.